# João Batista Marchese
João Batista Marchese foi um político brasileiro, Prefeito da cidade de Encantado-RS e um dos líderes fundadores da Cooperativa dos Suinocultores de Encantado Ltda-RS COSUEL.
Foi eleito, em 3 de outubro de 1950, deputado estadual, pelo PSD, para a 38ª Legislatura da Assembleia Legislativa do Rio Grande do Sul, de 1951 a 1955 e reeleito para 39ª Legislatura da Assembleia Legislativa do Rio Grande do Sul; João Batista Marchese era um homem simples de ideias claras, ideias estas sempre ligadas ao cooperativismo. 
Frase de João Batista Marchese:  “As soluções nascem quando sentamos ao redor de uma mesa, todos pensando no bem comum e não em si próprio”.